# Rozhledna Diana
Diana je rozhledna nacházející se na Výšině přátelství, kóta 556 m n. m., západně od lázeňského centra Karlových Varů. 

## Historie rozhledny
Roku 1909 byl odsouhlasen projekt na výstavbu lanové dráhy a rozhledny. Realizací byl pověřen stavitel Fousek. Stavba lanovky byla dokončena 5. srpna 1912.  
S výstavbou rozhledny bylo započato v roce 1913, náklady činily 110 tisíc korun. Dne 27. května 1914 byla rozhledna slavnostně otevřena. Již od počátku byla vybavena elektrickou zdviží, která byla rekonstruována naposledy roku 1998. Za první republiky nesla jméno Hanse Kudlicha, rakouského revolucionáře, který roku 1848 emigroval do USA. Po roce 1945 nesla krátce název Benešova rozhledna. Nad kamenným podstavcem čtyřboké věže spočívá cihlová nástavba, zakončená dřevěným vyhlídkovým ochozem. 
Do roku 1965 používala lanová dráha otevřené vozy. Po přerušení provozu v roce 1981 byl provoz znovu obnoven roku 1988.

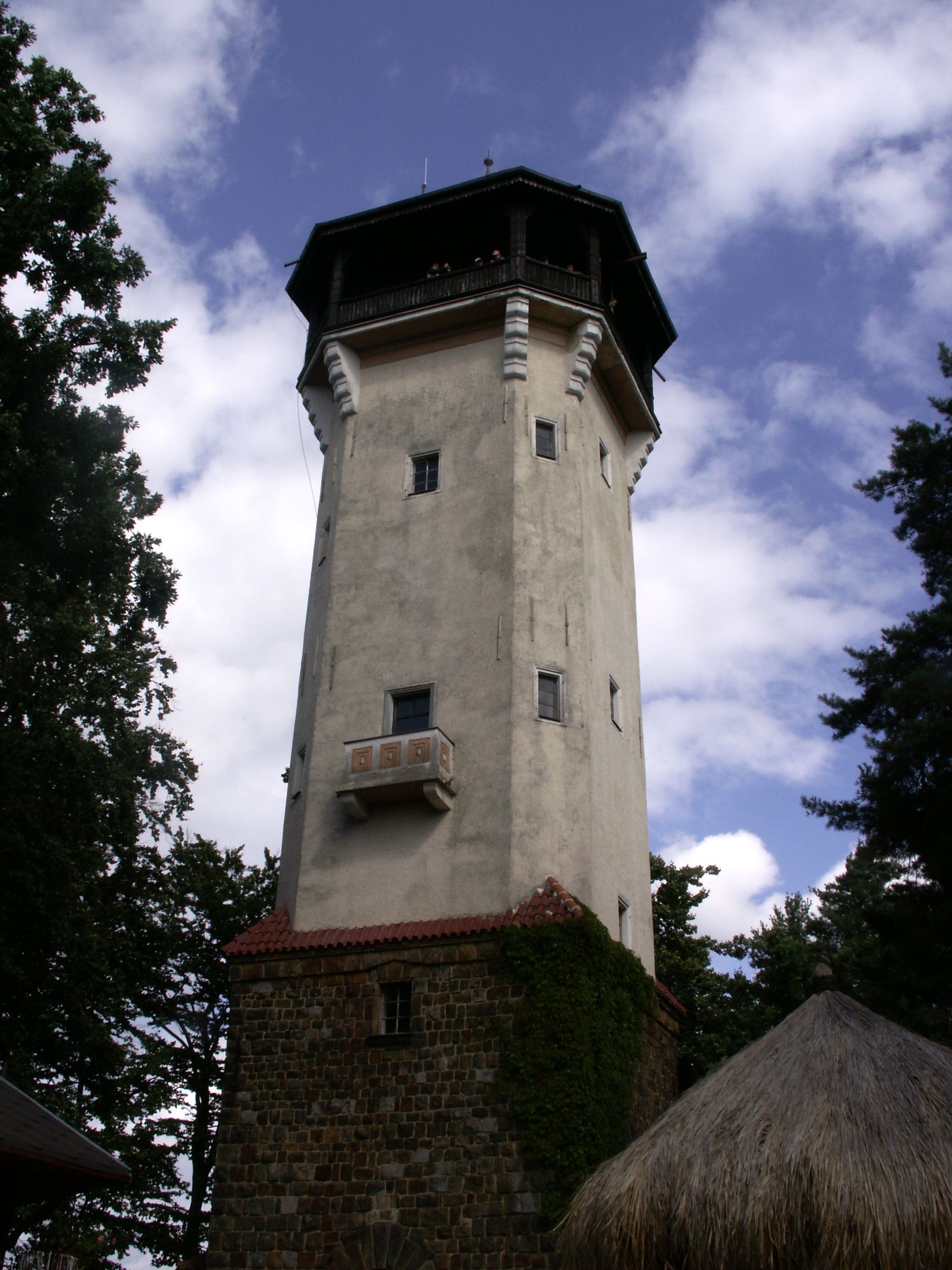
Rozhledna Diana u Karlových Varů

Celková výška rozhledny je 40 metrů, ochoz je ve výšce 35 metrů. Při výstupu je nutno zdolat 150 schodů, lze ale využít výtah pro 8 osob. Namísto verandy výletní restaurace u rozhledny byl v květnu 2015 otevřen Motýlí dům.

## Přístup
Na rozhlednu se lze dopravit lanovkou, jejíž nástupní stanice je v Mariánské ulici, cílová poblíž rozhledny. Délka lanovky je 453 metrů, převýšení 167 metrů. Pěšky lze z města vystoupat po modré turistické značce či po četných lázeňských cestách. Rozhledna je přístupná po celý rok.

## Výhled
Z rozhledny je výhled na město Karlovy Vary, zejména lázeňskou část a údolí řek Ohře a Teplé. Od severu k jihu lze dále spatřit Plešivec, Klínovec, Doupovské hory, Goethovu rozhlednu, Doubskou horu, Slavkovský les, Smrčiny, Krušné hory. 

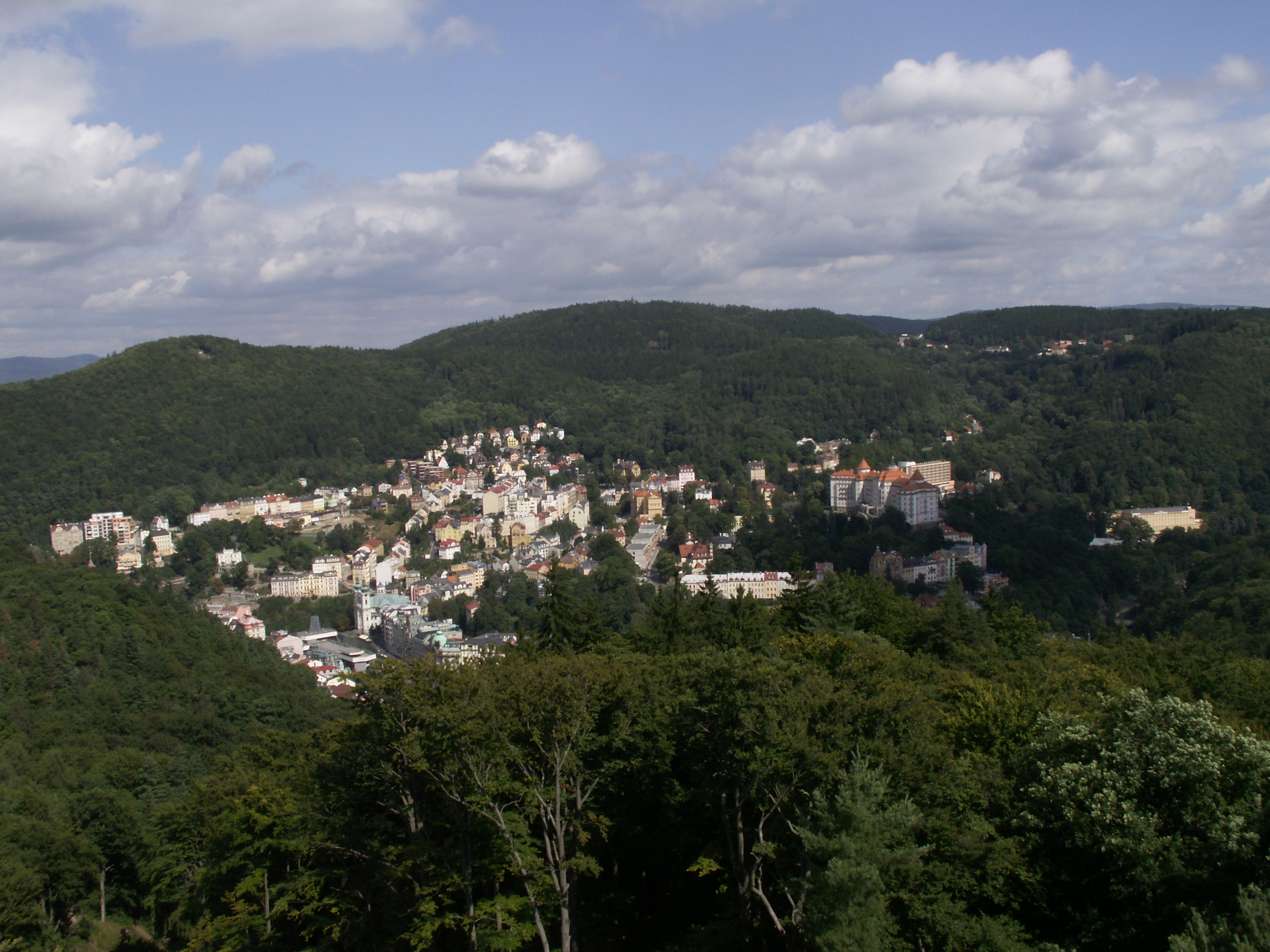
Pohled na lázeňskou část města Karlovy Vary z rozhledny Diana